# Slatina (Croazia)
Slatina (in ungherese Szalatnok) è una città della Croazia nella regione di Virovitica e della Podravina.